# Williamstown (condado de Berkshire)
Williamstown es un lugar designado por el censo ubicado en el condado de Berkshire en el estado estadounidense de Massachusetts. En el Censo de 2010 tenía una población de 4.325 habitantes y una densidad poblacional de 487,28 personas por km².

## Geografía
Williamstown se encuentra ubicado en las coordenadas 42°42′32″N 73°12′5″O / 42.70889, -73.20139. Según la Oficina del Censo de los Estados Unidos, Williamstown tiene una superficie total de 8.88 km², de la cual 8.79 km² corresponden a tierra firme y (0.96%) 0.09 km² es agua.

## Demografía
Según el censo de 2010, había 4.325 personas residiendo en Williamstown. La densidad de población era de 487,28 hab./km². De los 4.325 habitantes, Williamstown estaba compuesto por el 83.05% blancos, el 4.37% eran afroamericanos, el 0.07% eran amerindios, el 7.47% eran asiáticos, el 0.09% eran isleños del Pacífico, el 0.88% eran de otras razas y el 4.07% pertenecían a dos o más razas. Del total de la población el 5.34% eran hispanos o latinos de cualquier raza.